# 13e étape du Tour d'Italie 2012
La 13e étape du Tour d'Italie 2012 s'est déroulée le vendredi 18 mai 2012, entre les villes de Savone et de Cervere sur 121 km. Elle a été remportée au sprint par le Britannique Mark Cavendish, de l'équipe Sky.

## Classement de l'étape
|    | Coureur               | Pays        | Équipe                    |    | Temps           |
| -- | --------------------- | ----------- | ------------------------- | -- | --------------- |
| 1  | Mark Cavendish        | Royaume-Uni | Sky                       | en | 3 h 02 min 07 s |
| 2  | Alexander Kristoff    | Norvège     | Katusha                   | +  | m.t             |
| 3  | Mark Renshaw          | Australie   | Rabobank                  |    | m.t             |
| 4  | Sacha Modolo          | Italie      | Colnago-CSF Inox          |    | m.t             |
| 5  | Elia Favilli          | Italie      | Farnese Vini-Selle Italia |    | m.t             |
| 6  | Matthew Goss          | Australie   | Orica-GreenEDGE           |    | m.t             |
| 7  | Arnaud Démare         | France      | FDJ-BigMat                |    | m.t             |
| 8  | Lucas Sebastián Haedo | Argentine   | Saxo Bank                 |    | m.t             |
| 9  | Sonny Colbrelli       | Italie      | Colnago-CSF Inox          |    | m.t             |
| 10 | Manuel Belletti       | Italie      | AG2R La Mondiale          |    | m.t             |

## Classement général
|    | Coureur           | Pays     | Équipe                  |    | Temps            |
| -- | ----------------- | -------- | ----------------------- | -- | ---------------- |
| 1  | Joaquim Rodríguez | Espagne  | Katusha                 | en | 54 h 21 min 15 s |
| 2  | Ryder Hesjedal    | Canada   | Garmin-Barracuda        | +  | 17 s             |
| 3  | Sandy Casar       | France   | FDJ-BigMat              |    | 26 s             |
| 4  | Paolo Tiralongo   | Italie   | Astana                  |    | 32 s             |
| 5  | Ivan Santaromita  | Italie   | BMC Racing              |    | 49 s             |
| 6  | Roman Kreuziger   | Tchéquie | Astana                  |    | 52 s             |
| 7  | Beñat Intxausti   | Espagne  | Movistar                |    | 52 s             |
| 8  | Ivan Basso        | Italie   | Liquigas-Cannondale     |    | 57 s             |
| 9  | Damiano Caruso    | Italie   | Liquigas-Cannondale     |    | 1 min 02 s       |
| 10 | Dario Cataldo     | Italie   | Omega Pharma-Quick Step |    | 1 min 03 s       |

## Classements annexes

### Classement par points
|   | Cycliste          | Pays        | Équipe          | Points |
| - | ----------------- | ----------- | --------------- | ------ |
| 1 | Mark Cavendish    | Royaume-Uni | Sky             | 106    |
| 2 | Matthew Goss      | Australie   | Orica-GreenEDGE | 75     |
| 3 | Joaquim Rodríguez | Espagne     | Katusha         | 55     |

### Classement du meilleur grimpeur
|   | Cycliste             | Pays     | Équipe                       | Points |
| - | -------------------- | -------- | ---------------------------- | ------ |
| 1 | Michał Gołaś         | Pologne  | Omega Pharma-Quick Step      | 34     |
| 2 | Miguel Ángel Rubiano | Colombie | Androni Giocattoli-Venezuela | 24     |
| 3 | Paolo Tiralongo      | Italie   | Astana                       | 9      |

### Classement du meilleur jeune
|   | Cycliste       | Pays     | Équipe              |    | Temps            |
| - | -------------- | -------- | ------------------- | -- | ---------------- |
| 1 | Damiano Caruso | Italie   | Liquigas-Cannondale | en | 54 h 22 min 17 s |
| 2 | Rigoberto Urán | Colombie | Sky                 | +  | 8 s              |
| 3 | Sergio Henao   | Colombie | Sky                 |    | 25 s             |

### Classement par équipes

#### Classement au temps
|   | Équipe              | Pays       |    | Temps             |
| - | ------------------- | ---------- | -- | ----------------- |
| 1 | Movistar            | Espagne    | en | 161 h 49 min 29 s |
| 2 | Liquigas-Cannondale | Italie     | +  | 1 min 51 s        |
| 3 | BMC Racing          | États-Unis |    | 2 min 02 s        |

#### Classement aux points
|   | Équipe           | Pays        | Points |
| - | ---------------- | ----------- | ------ |
| 1 | Garmin-Barracuda | États-Unis  | 217    |
| 2 | Orica-GreenEDGE  | Australie   | 183    |
| 3 | Sky              | Royaume-Uni | 181    |

## Abandon
- Reto Hollenstein (NetApp) : abandon sur chute